# مایکل استگر
مایکل استگر (انگلیسی: Michael Steger؛ زادهٔ ۲۷ مهٔ ۱۹۸۰) یک هنرپیشه اهل ایالات متحده آمریکا و از ریشهٔ اتریشی-اکوادوری است. او کار خود را با بازی در تعداد زیادی از آگهی‌های تبلیغاتی یا بازیگری مهمان در سال ۱۹۹۴ آغاز کرد و در سال ۲۰۰۵ در فیلمی مستقل بالیوودی به نام سه دختر و پیلهٔ کرم طلایی ابریشم ایفای نقش کرد. پس از اینکه در همان سال نقش محمد اسفیری را در ان‌سی‌آی‌اس بر عهده گرفت، دوباره در سال ۲۰۰۷ در سریال تلویزیونی برنده ظاهر شد.
وی بیشتر بخاطر بازی در نقش نوید شیرازی در سریال ۹۰۲۱۰ شناخته شده است.
او در سال ۲۰۰۸ با برندی تاکر ازدواج کرد.